# Revue musicale de Lyon
La Revue musicale de Lyon est une gazette musicale hebdomadaire créée par Léon Vallas en 1903.

## Histoire
Elle est créée en 1903 par Léon Vallas, à Lyon. Elle est imprimée par Auguste Waltener. Plusieurs contributeurs y écrivent des articles dont Edmond Locard, Antoine Mariotte, Gabriel Bernard, Henry Fellot, Georges Tricou, Jules Sauerwein et Édouard Millioz.
Les sujets abordés sont variés, mais se centrent notamment sur la musique française contemporaine, en mettant en avant les compositeurs lyonnais. La revue fait aussi état de la musique dans le reste de l'Europe, dès lors qu'il s'agit de la création d'une œuvre d'un compositeur français.
En 1912, elle devient la Revue française de musique, après sa réunion avec la Revue musicale du midi.
En 1914, Michel Dimitri Calvocoressi devient co-rédacteur avec Léon Vallas.
Elle s'interrompt en 1914, notamment à cause de la Première Guerre mondiale, et ne reprend qu'en 1920.
De 1920 à 1925 puis de 1928 à 1929, elle prend comme titre Nouvelle revue musicale et Léon Vallas est seul rédacteur de la revue.

## Collaborateurs
Certains collaborateurs tiennent des chroniques régulières, comme Léon Vallas et Edmond Locard pour la Chronique lyonnaise.

## Sources
- Vallas, Léon, 1879-1956, Journal d'un critique musical lyonnais (1907-1940), Lyon, Symétrie, 290 p. (ISBN 978-2-36485-052-1 et 2-36485-052-5, OCLC 1082417519, lire en ligne)
- Isabelle Thenevin, Revue musicale de Lyon, Revue française de musique, Nouvelle revue musicale : Index, 1982, 225 p.